# Jean-Guy Rioux
Pour les articles homonymes, voir Rioux.
Jean-Guy Rioux, né en 1940 ou 1941, mort le 18 janvier 2017,,est un militant acadien, ancien président du Congrès mondial acadien.

## Biographie
Il commence sa carrière dans le milieu de l'éducation en 1959. Il obtient un baccalauréat en éducation de l'Université de Moncton en 1969. Il obtient en 1975, au même établissement, une maîtrise ès arts en éducation, mention psychologie éducationnelle.
Il devient président de la Société des Acadiens et des Acadiennes du Nouveau-Brunswick en 2000. Il est élu président de la Fédération des communautés francophones et acadiennes en 2005. La même année, il devient président du Congrès mondial acadien prévu en 2009.
Il est mort le 18 janvier 2017 à l'hôpital régional Chaleur de Bathurst, où il était hospitalisé depuis le 2 janvier.

## Distinction
- 2012 : membre de l'Ordre du Canada[1]
- 2016 : membre de l'Ordre du Nouveau-Brunswick[1]